# Марський Михайло Леонідович
Миха́йло Леоні́дович Ма́рський (До́рфман) (19 червня 1895, Санкт-Петербург — після 1946) — радянський шахіст, чемпіон України 1926 року.

## Життєпис
Марк Львович (або Гірш-Лейбович) Дорфман за фахом був лікарем. Народився у Санкт-Петербурзі в сім'ї помічника аптекаря. У період з 1910 по 1911 роки навчався в Санкт-Петербурзькій єврейській приватній чоловічій гімназії.
У 1912 році став переможцем першого чемпіонату із шахів серед закладів освіти Санкт-Петербурга. На змаганнях до першої світової війни (1912—1914) виступав під власним прізвищем, після жовтневого перевороту взяв псевдонім Марський.
У 1921 році, проживаючи в Харкові, взяв участь у турнірі найсильніших шахістів Харкова. У 1924 році переїхав до Катеринослава, де у тому ж році був обраний головою шахової секції. Чемпіон Катеринослава (нині — Дніпро) 1924 та 1925 років, причому другий турнір починався як Катеринославський губернський турнір, але потім був оголошений чемпіонатом міста, за іншими даними, у цьому турнірі Марський посів 2-е місце після О. Похвіснева. У Катеринославі часто проводив лекції та давав сеанси одночасної гри, брав участь в організації шахових гуртків, показових виступах «Живі шахи».
У 1925 році, як представник Катеринослава, взяв участь у всесоюзному турнірі міст, у якому брали участь 60 шахістів, поділених на 6 груп. Із кожної групи в наступний раунд виходили по три шахісти, Михайло Марський посів у своїй групі прохідне 3-тє місце (5,5 з 9 очок). У наступному раунді в одній з двох «груп переможців» Марський упевнено посів 1-ше місце (7 з 8 можливих очок) на пів очка випередивши В. Раузера. При цьому він здобув перемоги над В. Раузером, Д. Григоренком, Я. Рохліним та М. Сорокіним. У фінальному матчі турніру Марський поступився переможцеві іншої групи Абраму Моделю з рахунком 1:3 (+1-3=0). За вихід у фінал цього турніру Михайло Марський був нагороджений цінним призом — золотим годинником і отримав 1 категорію.
У 1926 році Марський став переможцем (спільно з Борисом Верлинським третього чемпіонату України, що проходив в Одесі. Цей успіх став найвищим шаховим досягненням Михайла Марського.
У 1927 році переїхав до Ленінграду. У першій половині 1930-х переїхав до Москви. Брав участь у першостях Москви. 5 вересня 1940 року, під час XII чемпіонату СРСР він дав сеанс одночасної гри для відвідувачів у вестибюлі Московської консерваторії. Грав матч з контролем часу проти гросмейстера Пауля Кереса, який проходив 5 лютого 1941 р. у Центральному домі журналіста, та завершився з рахунком 3:5 на користь останнього, при цьому одну з партій Михайло Марський виграв.
Станом на 1 квітня 1946 року був включений до списку кандидатів у майстри СРСР, опублікованого в журналі «Шахи в СРСР».

## Турнірні результати

### Чемпіонати України
Михайло Марський зіграв в одному чемпіонаті України.
| Рік  | Місто | Турнір                | + | − | = | Результат | Місце |
| ---- | ----- | --------------------- | - | - | - | --------- | ----- |
| 1926 | Одеса | 3-й чемпіонат України | 6 | 1 | 4 | 8 з 11    | — 2   |

### Інші турніри
| Рік  | Місто        | Турнір                                                 | + | −  | = | Результат | Місце   |
| ---- | ------------ | ------------------------------------------------------ | - | -- | - | --------- | ------- |
| 1924 | Катеринослав | Чемпіонат Катеринослава                                |   |    |   |           | 1       |
|      | Москва       | Всесоюзний турнір міст (попередня група)               |   |    |   | 5 з 8     | 4       |
| 1925 | Катеринослав | Чемпіонат Катеринослава                                |   |    |   |           | 1 або 2 |
|      | Ленінград    | Всесоюзний турнір міст (попередня група)               |   |    |   | 5½ з 9    | 3       |
|      | Ленінград    | Всесоюзний турнір міст (група переможців)              | 6 | 0  | 2 | 7 з 8     | 1       |
|      | Ленінград    | Всесоюзний турнір міст (фінальний матч проти А.Моделя) | 1 | 3  | 0 | 1 з 4     | 2       |
| 1936 | Москва       | Чемпіонат Москви                                       | 3 | 7  | 7 | 6½ з 17   | 14      |
| 1938 | Москва       | Чемпіонат Москви                                       | 2 | 10 | 5 | 4½ з 17   | 15 — 16 |
| 1939 | Москва       | Чемпіонат Москви                                       | 6 | 3  | 4 | 8 з 13    | 6 — 7   |